# Gelis fuscicorniformis
Gelis fuscicorniformis är en stekelart som beskrevs av Ciochia 1973. Gelis fuscicorniformis ingår i släktet Gelis och familjen brokparasitsteklar. Inga underarter finns listade i Catalogue of Life.